# Ту-142
Ту-142 (за кодифікацією НАТО: Bear-F — «Ведмідь-Ф») — радянський і російський дальній протичовновий літак (ДПЛС).
Спочатку призначався для виявлення і знищення ПЧАРБ (Підводний Човен Атомний з Ракетами Балістичними) противника в районах патрулювання. Фактично в ВМФ застосовується для далекої океанської розвідки, візуальної або радіотехнічної, для чергування в системі пошуково-рятувальної служби і тільки потім для пошуку і спостереження за ПЧАРБ (після закінчення Холодної війни).
На початку 1960-х рр. в складі ВМС США з'явилися атомні підводні човни — носії балістичних ракет великої дальності. У зв'язку з цим, від ВПК СРСР потрібні були адекватні заходи. Проектування базового літака протичовнової оборони (ПЧО) як засіб нейтралізації однією зі складових ядерних сил США почалося в 1963 р. Ту-142 є подальшим розвитком і глибокою модернізацією серійного літака розвідки і цілевказівки — Ту-95РЦ, на відміну від якого має нове крило і оперення, із застосуванням суперкритичних аеродинамічних профілів, інтегровані крильові паливні баки і модернізовану кабіну, з незначно поліпшеними умовами роботи екіпажу. В процесі серійного виробництва неодноразово модифікувався. Всього побудовано близько 100 екземплярів літаків Ту-142 різних модифікацій.

## Льотно-технічні характеристики (для Ту-142МЗ)

### Технічні характеристики
Екіпаж 10 осіб
- Командир
- Помічник командира
- Штурман корабля
- Штурман-навігатор
- Штурман-оператор
- Бортовий інженер
- Оператор бортових засобів зв'язку
- Оператор РГП № 1
- Оператор РГП № 2
- Оператор кормової вогневої установки КОУ

- Розмах крила: 50,2 м
- Довжина: 51,55 м
- Висота: 14,7 м
- Площа крила: 289,9 м²
- Маса:
  - Порожнього літака 93 891 кг
  - Максимальна злітна: 185 т
  - Максимальна польотна (після дозаправки в повітрі): 187 т
  - Маса палива: 83,9 т
- Навантаження на крило: -234кг~ М²

### Двигун
- Тип двигуна: турбогвинтовий, з співісними гвинтами протилежного обертання АВ-60К
- Модель: НК-12МП
- Потужність: 4×11,19 МВт/4×15 тис. к.с.

### Льотні характеристики
- Максимальна швидкість на висоті: 855 км/год
- Крейсерська швидкість: 720 км/год
- Злітна швидкість: - 300 км/год
- Посадкова швидкість: - 270 км/год
- Практична стеля: 13 500 м
- Бойовий радіус 5200 км
- Довжина розбігу: 3200 м
- Довжина пробігу:
- Експлуатаційна перевантаження: 2,5 G

## На озброєнні

### Знаходиться на озброєнні
- Росія — по одній ескадрильї на Північному флоті і Тихоокеанському. Всього 27 літаків на 2016 рік.
- Індія — 4 Ту-142М за станом на 2016 рік.

### Знятий з озброєння
- СРСР — залишилися в складі авіації ВМФ Росії і України.
- Україна — Ту-142, що належали Україні, базувалися на авіабазі Кульбакине 33-го Центру бойового застосування і перенавчання ВПС Україна (м. Миколаїв) і на аеродромі Державного авіаційного науково-випробувального центру ВПС України поблизу смт. Кіровське (Україна, АР Крим).